# Distretto di Sankhuwasabha
Il distretto di Sankhuwasabha (in nepalese सङ्खुवासभा जिल्ला ) è uno dei 77 distretti del Nepal, in seguito alla riforma costituzionale del 2015 fa parte della provincia di Koshi. 
Il capoluogo è la città di Khandbari.
Geograficamente il distretto appartiene alla zona montagnosa himalayana detta Parbat. Nella zona di nord-ovest, si trovano le cime del Makalu (8.463 m.) al confine con il Tibet, e poco più a ovest, al confine con il distretto di Solukhumbu, l'Island Peak (6.189 m.) ed il Chamlang (7.319 m). Tutta la zona nord-occidentale del distretto è occupata dal Parco nazionale del Makalu-Barun che si estende anche nel confinante Solukhumbu.
Il principale gruppo etnico presente nel distretto sono i Rai.

## Municipalità
Il distretto è suddiviso in dieci municipalità, cinque urbane e cinque rurali.
- Chainpur (urbana)
- Khandbari (urbana)
- Madi (urbana)
- Dharmadevi (urbana)
- Panchkhapan (urbana)
- Bhotkhola (rurale)
- Chichila (rurale)
- Makalu (rurale)
- Sabhapokhari (rurale)
- Silichong (rurale)